# Línia evolutiva de Diglett
Aquesta línia evolutiva de Pokémon inclou Diglett i Dugtrio.

## Diglett
Diglett és una de les espècies que apareixen a la franquícia Pokémon, una sèrie de videojocs, anime, mangues, llibres, cartes col·leccionables i altres mitjans que va ser inventada per Satoshi Tajiri i ha generat milers de milions de dòlars en beneficis per a Nintendo i Game Freak. És de tipus terra i evoluciona a Dugtrio.

### Característiques
Viu a un metre per sota del sòl, on s'alimenta d'arrels. També apareix a la superfície.

## Dugtrio
Dugtrio és una de les espècies que apareixen a la franquícia Pokémon, una sèrie de videojocs, anime, mangues, llibres, cartes col·leccionables i altres mitjans que va ser inventada per Satoshi Tajiri i ha generat milers de milions de dòlars en beneficis per a Nintendo i Game Freak. És de tipus terra i evoluciona de Diglett.

### Característiques
Un trio de Digletts. Causa enormes terratrèmols cavant 80 km per sota del sòl.